# 대의당
대의당(大義黨)은 일제강점기 말기인 1945년에 경성부에서 결성된 단체이다.

## 목표와 성격
태평양 전쟁 종전 직전인 1945년 7월에 패전이 가시화되자, 대아시아주의를 표어로 내세우며 박춘금이 중심이 되어 조직하였다. 단체의 목표는 전쟁 협력과 황도주의 확산이며, 취지로는 "일신·일가의 소의를 포기하고 진충·애국의 대의에 살자"를 내걸었다. 행동 강령에는 국토방위라는 대의를 위해 기꺼이 죽는다는 극단적인 내용과 함께, 황국사상에 반하는 모든 사상을 분쇄한다는 것이 포함되어 있다.
대의당은 결성 후 약 3주 후에 태평양 전쟁이 종전되어 별다른 활동은 하지 못하였다. 종전 후 발간된 《민족정기의 심판》에는 대의당이 일본 제국의 사주를 받고 항일 조선인 30만 명을 집단 몰살할 계획을 세웠다고 기록되어 있으나, 이러한 계획이 구체적으로 확인되지는 않았다. 태평양 전쟁 종전과 동시에 해체되었다.

## 아세아민족분격대회
대의당 결당식은 아세아민족분격대회라는 이름으로 부민관 강당에서 7월 24일에 개최되었다. 결성식에서는 일본군에 대한 감사 표시를 하고 중국과 만주국, 조선 출신 연사들이 연설을 하였다.
이때 조문기를 포함한 세 명의 항일 운동가가 대회장에 폭탄을 투척하여 집회를 중단시켰다. 이 사건은 보도통제로 인하여 당대에는 널리 알려지지 못하였다.

## 구성원
대의당의 당수는 박춘금이 맡았다. 위원 명단에는 다음의 인물들이 포함되어 있다.
| - 고원훈 - 김동진 - 김동환 - 김민식 - 김사연 - 김신석 | - 박흥식 - 손영목 - 신태악 - 이광수 - 이성근 - 이승우 | - 이원보 - 정연기 - 조병상 - 주요한 |

## 참고자료
- 친일인명사전편찬위원회 (2004년 12월 27일). 《일제협력단체사전 - 국내 중앙편》. 서울: 민족문제연구소. 411~412쪽쪽. ISBN 8995330724.